# Caída de los precios del petróleo en los años 1980

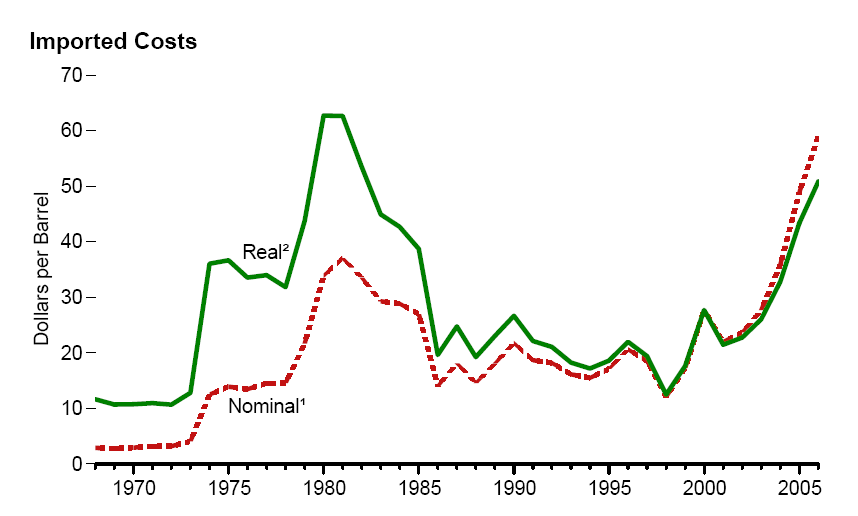
Valor nominal (rojo) y real (verde) del barril de petróleo desde 1968 hasta el año 2006.

La caída de los precios del petróleo en los años 1980 fue un declive mundial en los precios del petróleo causado por un superávit de crudo, debido a una baja en la demanda tras las crisis petroleras de los años 1970.
El precio del crudo, que había alcanzado en 1980 los 35 dólares por barril (114,64 dólares para el año 2019, tomando en cuenta la inflación), cayó en 1986 de 27 dólares a menos de 10 dólares. El superávit de crudo comenzó a principios de los años 1980 como resultado de una reducción en la actividad económica de los países industrializados (causada por las crisis de los años 1970, especialmente las crisis del petróleo de 1973 y 1979) y el ahorro energético impulsado por los altos precios de los combustibles. El valor real del petróleo en dólares —con ajuste inflacionario hasta el año 2019— cayó de un promedio de 114,64 dólares por barril en 1980 a 22,99 dólares por barril en 1986.

## Impacto
Con la caída de los precios del petróleo, la unidad de la Organización de Países Exportadores de Petróleo (OPEP) se fracturó. Países exportadores como México, Nigeria y Venezuela, cuyas economías se habían expandido en la década de los 70, se vieron en dificultades económicas. El poder económico de Arabia Saudita se redujo significativamente.
El colapso de los precios en 1986 benefició a las naciones consumidoras, como Estados Unidos, Japón, Europa y países tercermundistas, pero representó una seria reducción de ingresos para los países productores de Europa del Norte, la Unión Soviética y la OPEP.
La Unión Soviética se había convertido en un importante productor de petróleo antes del superávit. La caída de los precios contribuyó al colapso final de esta nación.